# 72 metra
72 metra (72 метра) è un film del 2004 diretto da Vladimir Chotinenko.

## Trama
Il film racconta di luogotenenti in servizio su un sottomarino. Devono andare in mare per esercitazioni militari, ma non sospettano nemmeno che accadrà un disastro.